# Mouvement démocratique républicain
Le Mouvement démocratique républicain (MDR) était un parti politique du Rwanda.
Il est fondé en 1991, lors de la mise en place du multipartisme au Rwanda, et prend ses racines dans l'ancien Parmehutu, parti du Président Grégoire Kayibanda pendant la première République. Il regroupe alors les régions et les familles qui ont été défavorisées ou persécutées sous le régime Habyarimana. Le 10 juin 1991, le Mouvement démocratique républicain devient officiellement le principal parti d'opposition. Une quinzaine d'autres partis sont fondés dans les mois qui suivent, les plus importants étant le Parti Social-démocrate, le Parti libéral et le Parti démocrate chrétien. 
A la fin de l’année 1993, le parti se trouve profondément divisé entre deux courants, l'un conduit par Faustin Twagiramungu et Agathe Uwilingiyimana, favorables à une coalition avec le Front patriotique rwandais, l'autre mené par Jean Kambanda est proche du mouvement radical Hutu Power. En avril 1994, ce dernier sera le Premier ministre du gouvernement intérimaire responsable du génocide des Tutsi rwandais.
Faustin Twagiramungu, qui a survécu au génocide, a participé aux institutions mises en place par le Front patriotique rwandais (FPR) après la chute de Kigali, du 19 juillet 1994 jusqu'à sa dissolution en 2003.
Après l'examen du rapport d'une commission parlementaire spéciale[réf. nécessaire] sur « l'idéologie du génocide », le parlement de transition a recommandé au gouvernement sa dissolution sous l'accusation de « propagation de l'idéologie du génocide » quelques semaines avant les élections de 2003.
Par la suite, un arrêté du ministre de la justice, pris en conseil des ministres et publié au Journal officiel de la République rwandaise a confirmé sa dissolution quelques semaines après les élections présidentielle et législatives de 2003 pour « non-conformité avec la (nouvelle) loi sur les partis politiques » entrée en vigueur un peu plus d'une semaine avant le début de la campagne électorale.
Le MDR était composé principalement de membres de l'ethnie hutu. Il ne doit pas être confondu avec le Mouvement républicain national pour la démocratie et le développement, qui était le parti dominant au Rwanda jusqu'en 1994.
L'ancien Premier ministre Bernard Makuza, était membre du MDR. Après la dissolution de son parti, il a continué à siéger au gouvernement, à titre personnel. Cousin germain du président Paul Kagame, par la suite, il a adhéré au Front patriotique rwandais (FPR), ancienne rébellion dominée par les membres de l'ethnie tutsi, au pouvoir depuis le 19 juillet 1994.